# Жимолость татарська
Жи́молость тата́рська, деревни́к тата́рський (Lonicera tatarica) — вид рослин родини жимолостеві (Caprifoliaceae).

## Ботанічна характеристика

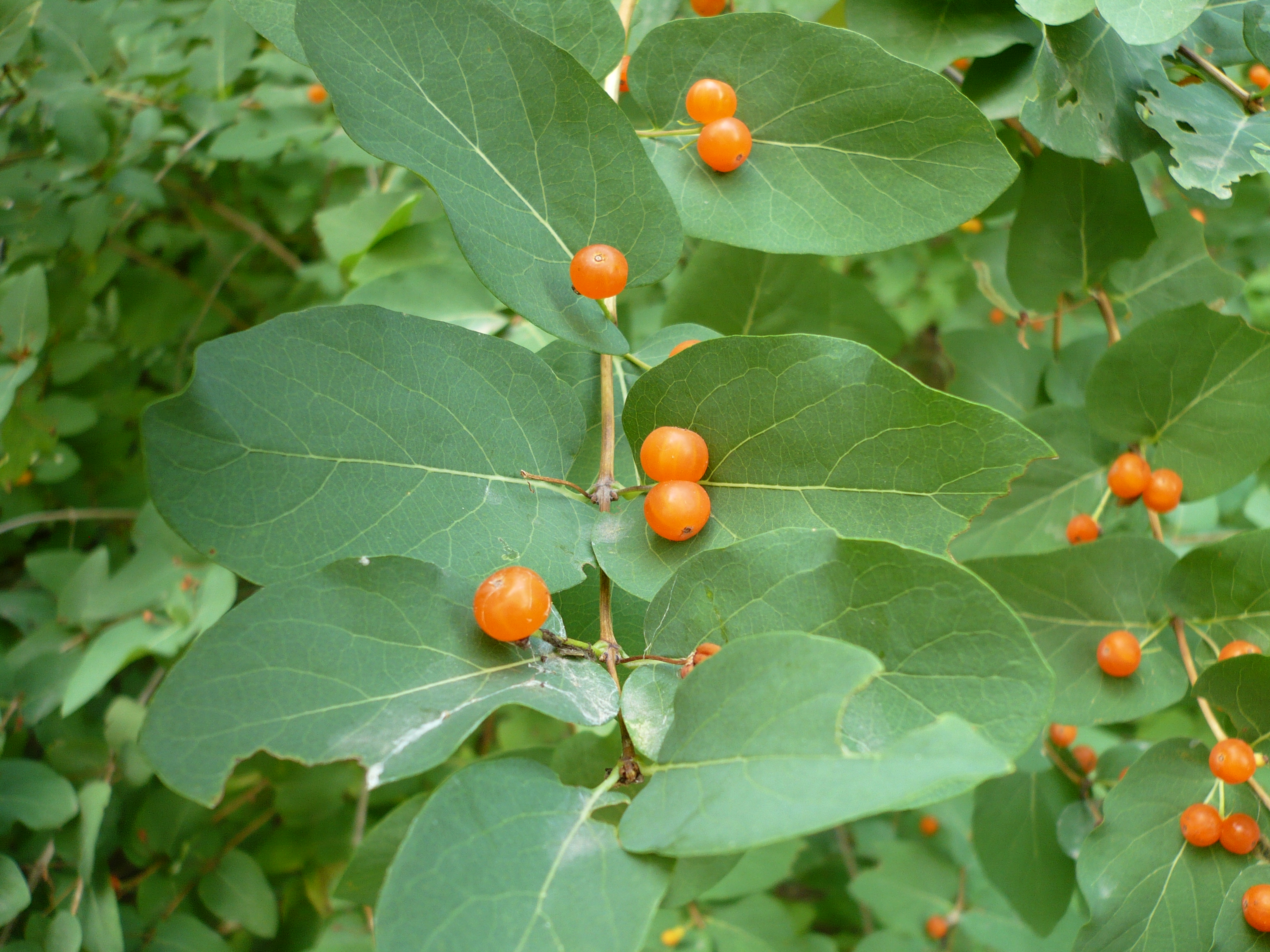
Ягоди

Чагарник, який може виростати до 2,5 метрів. Листки мають округло-довгасту форму, вони розташовані на коротких черешках, довжиною від 2,5 до 8 сантиметрів і завширшки не більше 4 сантиметрів, сизо-зеленого кольору.. Квітки парні, рожево-червоних відтінків, з віночком. Час цвітіння — травень-червень. Плоди круглі, жовто-червоно-оранжеві, довжиною не більше сантиметра, дозрівають у липні-вересні, не їстівні, містять деяку кількість отруйних речовин.
У дикорослому стані зростає в Європейській частині Росії, Сибіру і Середньої Азії. В основному рослина росте на схилах пагорбів, локалізується на лісових галявинах, у підлісках, у потоках, а також серед чагарникових заростей. Татарську жимолость можна зустріти великими заростями, або поодиноко.

## Використання
Жимолость татарська являє собою декоративний чагарник, який при стрижці приймає потрібну форму і часто використовується як жива огорожа.
Кору цієї рослини застосовують з лікувальною метою, так як на її основі можна приготувати деякі відвари, позитивно впливають на стан здоров'я при деяких недугах. Це пояснюється тим, що в цій сировині присутні деякі хімічні сполуки, серед них можна виділити кумарини, тритерпенові сапоніни, вуглеводи, алкалоїди, аліфатичні вуглеводні, дубильні речовини, флавоноїди.

### Застосування
Ця рослина належить до категорії отруйних представників флори, зокрема, цією якістю особливо наділені плоди. Були відомі випадки отруєння дітей, які випадково вживали ці ягоди.
Кора жимолості татарської має на організм антибактеріальну дію, у зв'язку з чим це сировина використовується народними лікарями для застосування його в приготуванні лікарських засобів, які позитивним чином впливають на людський організм при появі будь-яких недуг.
Настоянка, приготована на основі цієї кори, має на організм протитрихомонадна активність. Відвар з татарської жимолості часто застосовують зовнішньо як примочки, так як він має антибактеріальну активність, і його можна використовувати для лікування ран і подряпин.
Крім цього, відвар, приготований на основі кори жимолості, вживають при захворюванні щитоподібної залози, зокрема при наявності в анамнезі зоба, звичайно, у цьому випадку спочатку необхідно порадитися з лікарем-ендокринологом.